# Long Island
Long Island [ˌlɑːŋˈaɪlənd] (dt. Lange Insel) ist eine Insel, die zum US-Bundesstaat New York gehört. Sie liegt an der Ostküste der Vereinigten Staaten, ist etwa 193 km lang und 20 bis 32 Kilometer breit. Die Fläche beträgt 3566 km², was ungefähr der Fläche Mallorcas entspricht. Geologisch ist die Insel eine kaltzeitliche Moräne, die weitgehend sandige, lockere und felsige (weniger Urgesteins-) Böden aufweist.

## Geschichte
Seit der Zeit der frühesten europäischen Besiedelung in Long Island bis zur Übergabe der Kolonie Neu-Niederlande an die Engländer war der westliche Teil der Insel unter dem niederländischen Zuständigkeitsbereich, was auch den Anspruch auf die Stadt von Oyster Bay einschloss, den die Engländer wiederum nicht anerkannten.
Die Plymouth Company (oder auch Virginia Company of Plymouth) gab 1635 auf Anordnung von Charles I. eine Besitzurkunde für die ganze Insel an William Alexander, 1. Earl of Stirling, heraus. Stirling übergab im folgenden Jahr die Vertretungsvollmacht an James Farrett, damit dieser über das Land verfügt. Vier Jahre später verstarb der Earl, und sein Enkel, der ihm nachfolgte, überlebte ihn nur wenige Monate. Die Erben gaben das Geschenk von der Insel an die Krone zurück. Die Siedler am östlichen Ende waren sich selbst überlassen und regelten ihre Angelegenheiten entsprechend. Ankäufe von Land wurden von den Städten getätigt und wurden in den späteren Jahren vom Gouverneur bestätigt, der vom Duke of York ernannt wurde. Van der Donck sagt: 1640 beanspruchte ein Schotte Long Island. 1647 beanspruchte Captain Andrew Forester aus Dundee, Schottland, Long Island für die Witwe von Stirling. 1669 bestieg Charles II. den Thron von England und John Winthrop, der Gouverneur der Kolonie von Connecticut, wurde nach England geschickt, um eine Gründungsurkunde zu erhalten. 1642 erhielt er eine Urkunde über die Territorien der Staaten von Connecticut und New Haven.  Jetzt erhob dieser Besitzansprüche auf Long Island.
Im Januar 1664 kam Major John Scott nach Long Island, ausgestattet mit einigen königlichen Privilegien, und formte nach englischem Vorbild die  Ortschaften Hempstead, Gravesend, Flushing, Newtown, Jamaica und Oyster Bay, mit ihm als Präsidenten, was wohl Bürgermeister bedeutet.  Am 12. März 1664 übergab Charles II. an seinen Bruder James, den Duke of York, per Brief die Länder, die von den Holländern besetzt waren, zusammen mit Long Island. Der Herzog ernannte Colonel Richard Nicolls zum Gouverneur und an ihn wurden die „New Netherland“ der Niederländer am 27. August 1664 übergeben.
Der 1901 errichtete 57 Meter hohe Wardenclyffe Tower war ein experimenteller, nicht vollendeter und ganz aus Holz gebauter Funkturm von Nikola Tesla bei Shoreham, am nördlichen Küstenstreifen von Long Island, USA.

## Lage

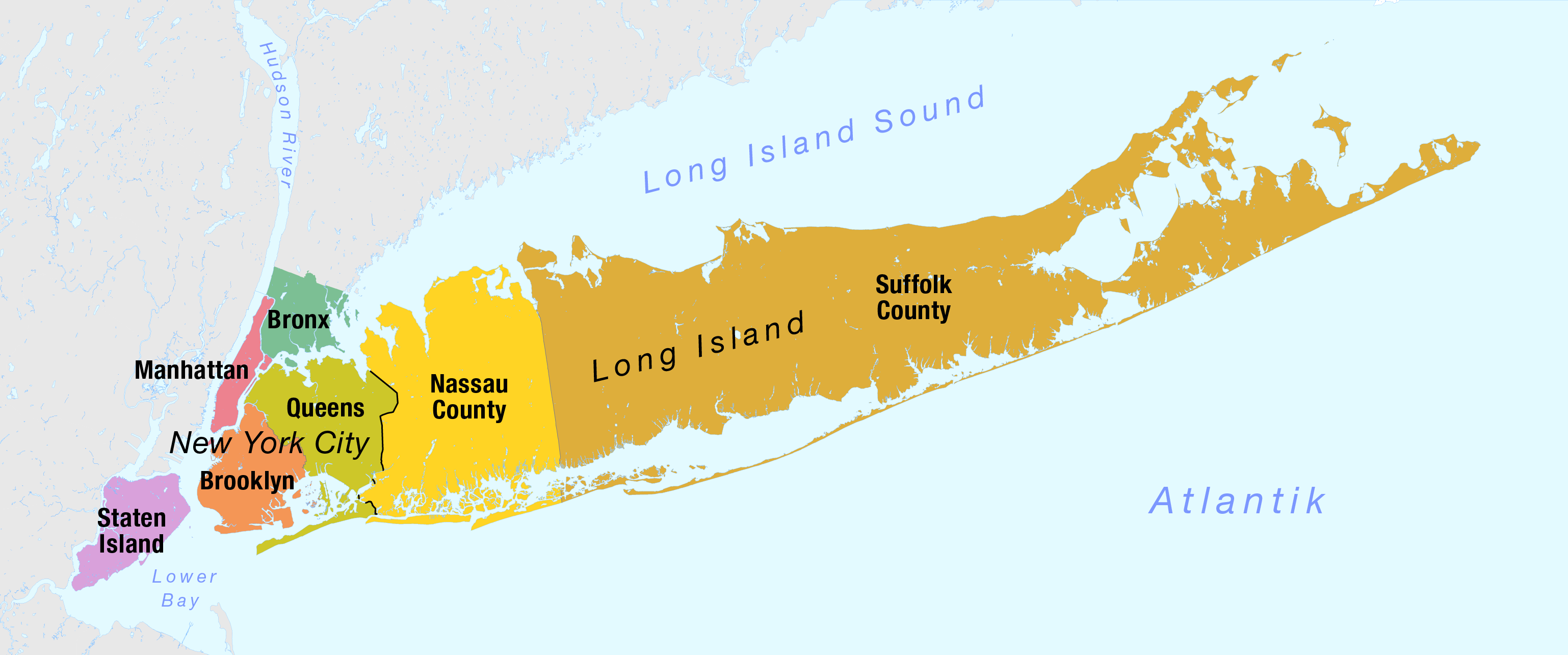
Politische Gliederung von Long Island (und New York City)

Die Insel in Downstate New York erstreckt sich von den Häfen der Stadt New York in den nördlichen Atlantik. Im Norden liegt der Long Island Sound, der die Insel von Connecticut und Rhode Island trennt. Im Süden liegen die Great South Bay und die Jamaica Bay; kleinere Inseln umgeben die Küstenlinie. Etwas östlich von der Mitte befindet sich das Quogue Wildlife Refuge (QWR) mit der angrenzenden Quantuck Bay (zum Ozean hin).
Long Island ist von Westen nach Osten in vier Countys aufgeteilt. Die beiden Countys im westlichen Teil der Insel, Kings County an der Westspitze und Queens County unmittelbar östlich davon, sind mit den Stadtteilen Brooklyn und Queens (jeweils zu New York City) identisch; östlich davon schließen sich Nassau County im mittleren Teil der Insel und Suffolk County im östlichen Teil an. Die Einwohner der Stadt New York, aber auch die Bewohner der beiden östlichen Countys, wenden den Begriff Long Island oder the island (die Insel) gewöhnlich nur auf die außerhalb der Stadtgrenzen gelegenen Countys Nassau und Suffolk an.

## Geographie

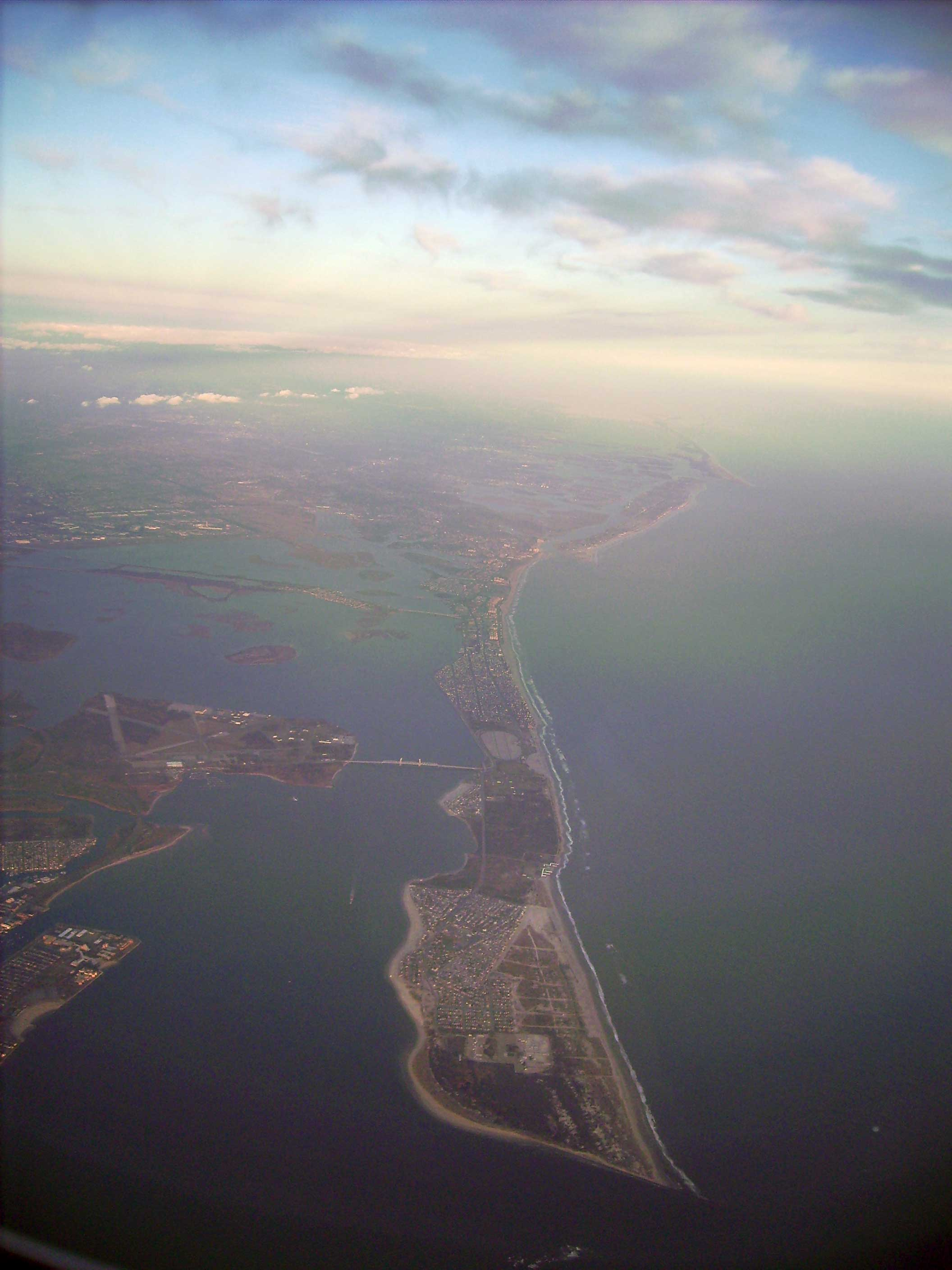
Long Island (Südwestspitze: Rockaway-Halbinsel und Jamaica Bay)

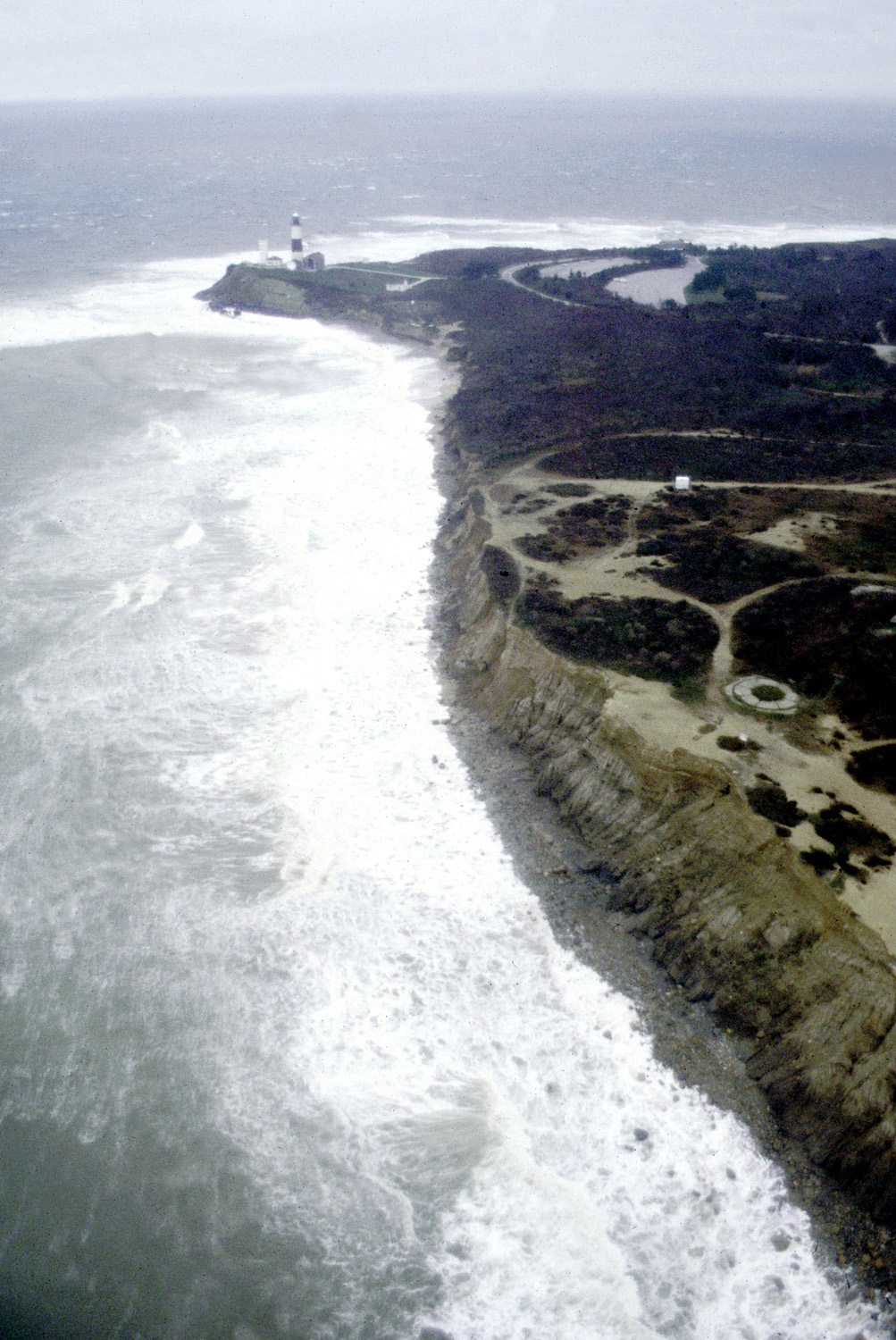
Montauk-Point-Leuchtturm

Der Osten, wo die Insel in zwei Ausläufern, den sogenannten Forks, endet, wird teilweise noch agrarwirtschaftlich genutzt. Der nördliche Ausläufer endet an seiner Spitze mit dem Orient Point. Hier finden sich viele Weinberge und Gartenbaubetriebe.
Im südlichen Ausläufer, der am Montauk Point endet, befindet sich das Gebiet der „Hamptons“ mit den namensverwandten Städten Southampton, Bridge Hampton und East Hampton. Die Hamptons sind ein wegen ihrer Strände beliebtes Ausflugsziel der New Yorker. Stars und wohlhabende New Yorker haben sich hier häuslich niedergelassen.
Fischfang wird auf Long Island als eine bedeutende Industrie betrieben.
Seit dem Zweiten Weltkrieg ist Long Island immer stärker besiedelt worden; das Milieu der Bevölkerung wurde zunehmend städtischer. Im Jahre 2000 wohnten im Bezirk Suffolk, dem östlichsten Bezirk der Insel, mehr als eine Million Menschen; die Gesamtbevölkerung der Insel mit Brooklyn und Queens umfasst siebeneinhalb Millionen Einwohner.

## Verkehr

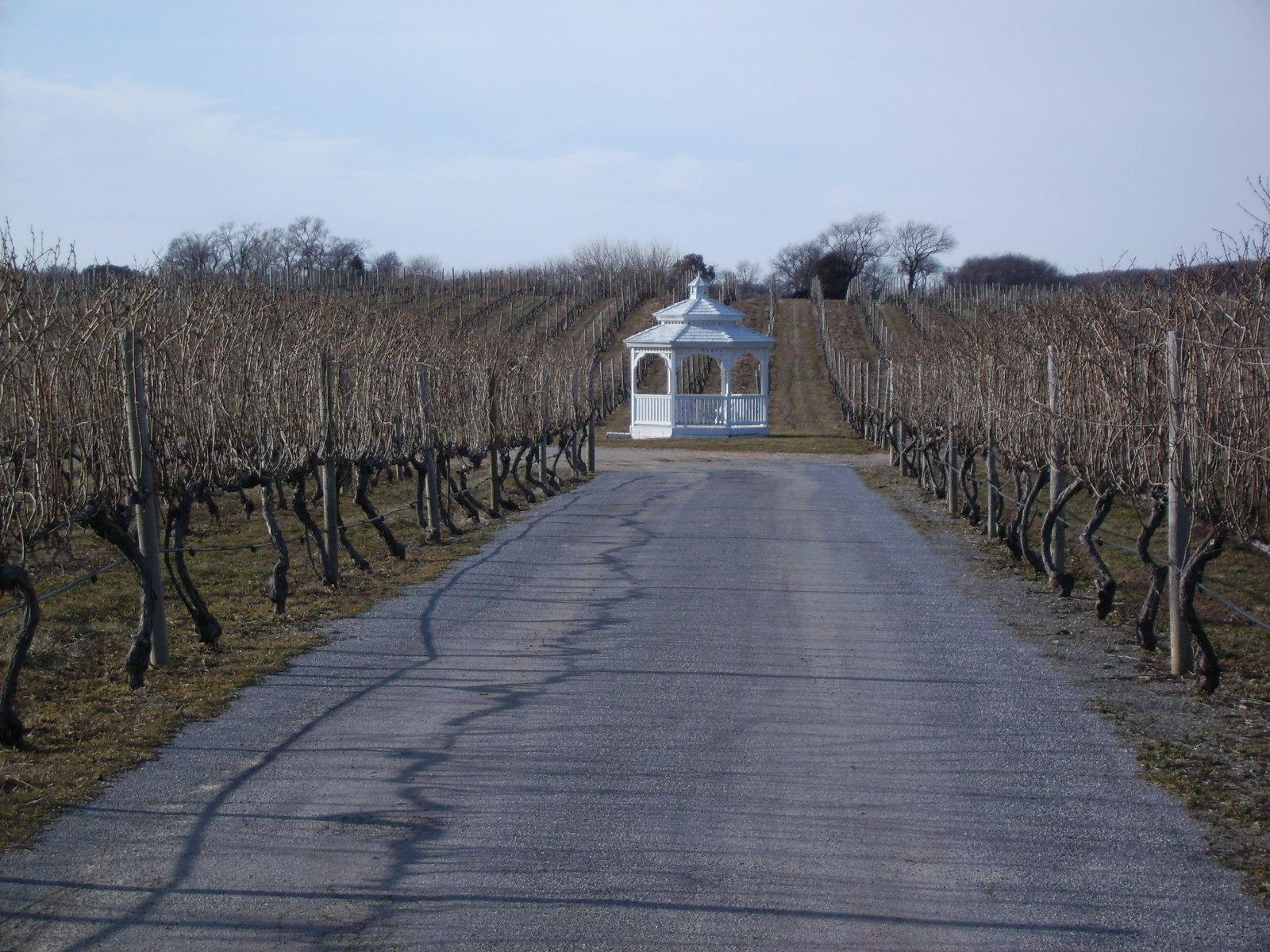
Weingut auf Long Island

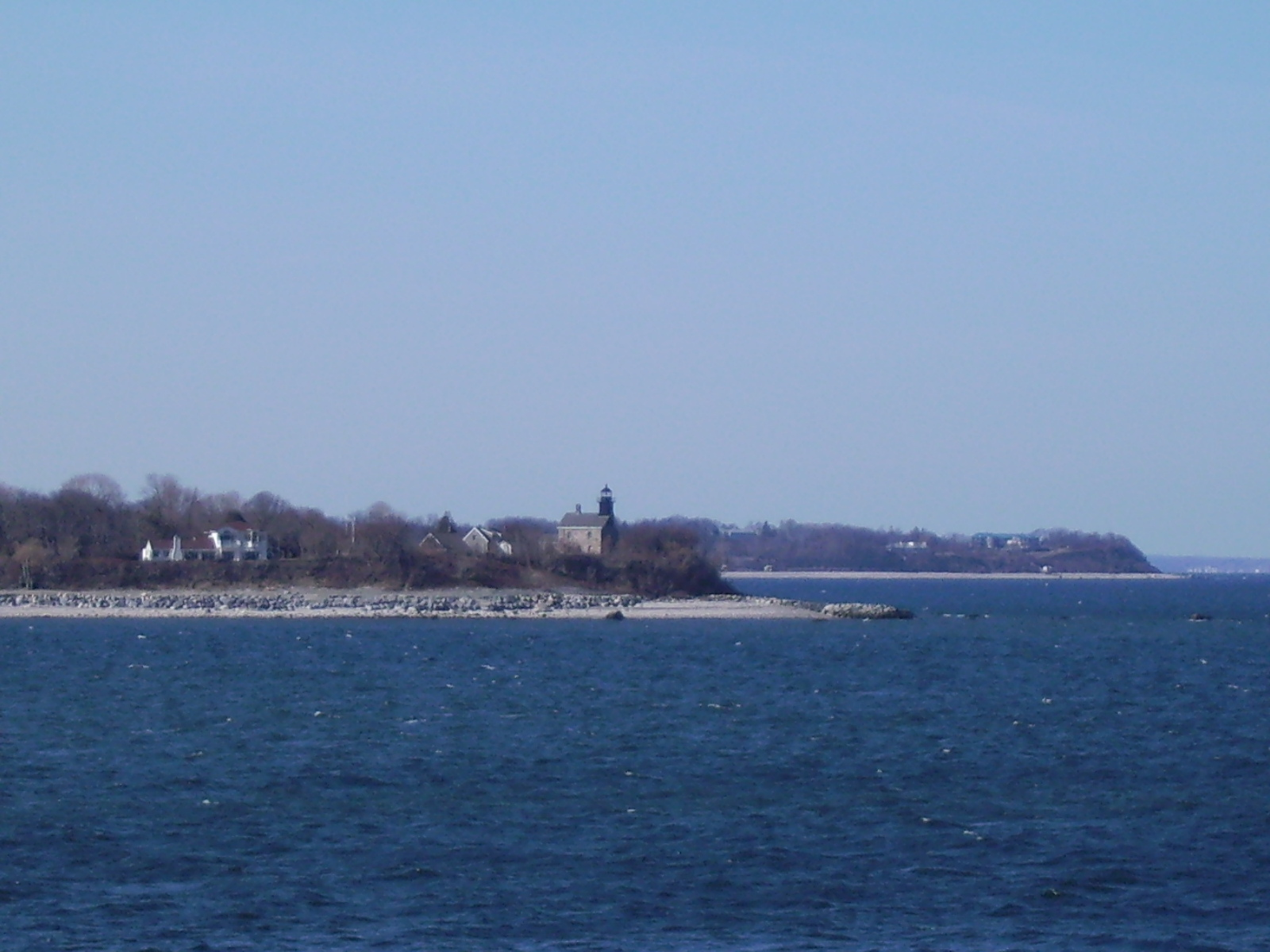
Hafeneinfahrt Port Jefferson

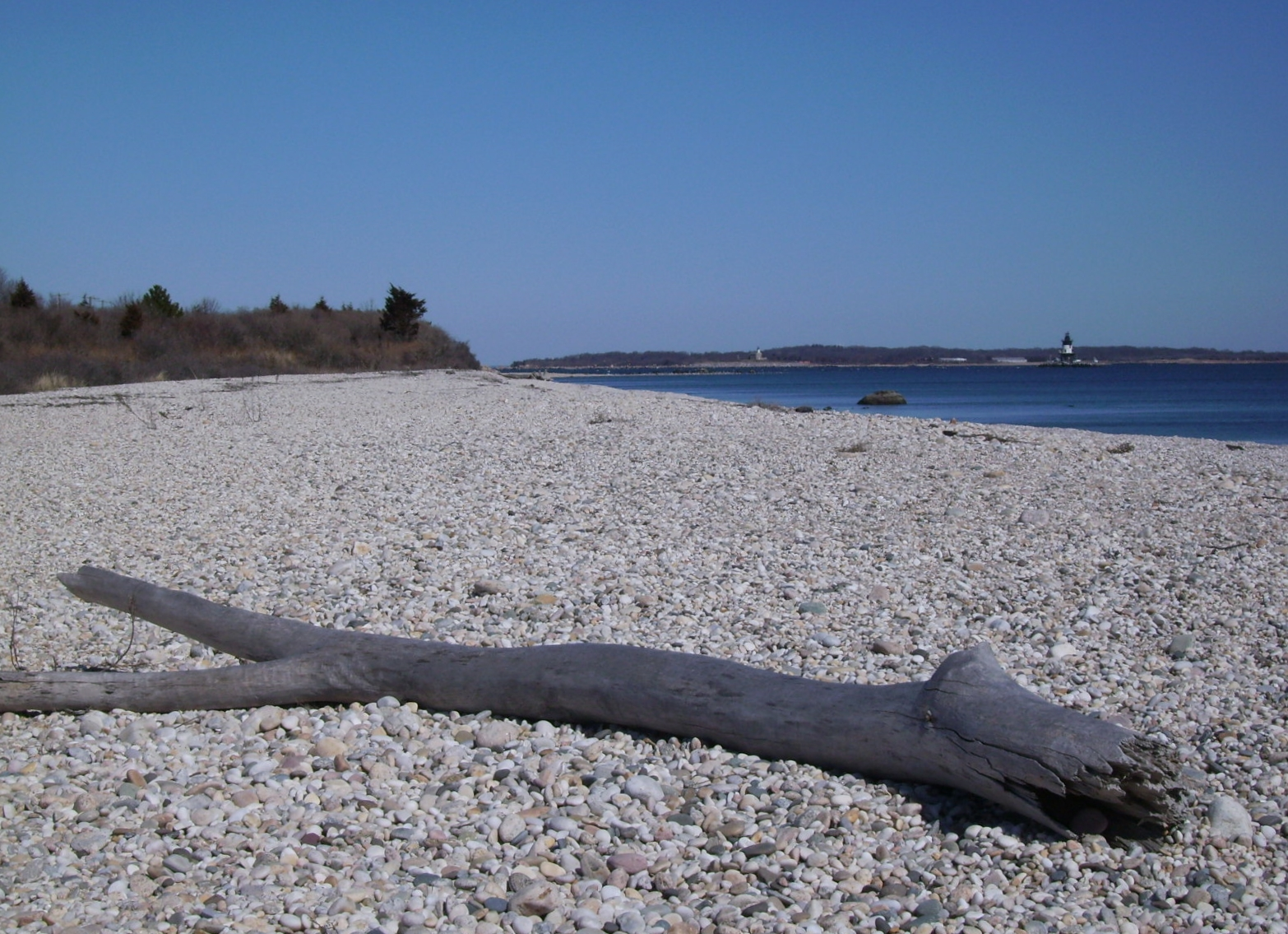
Orient Point, Nordostspitze der Insel

Auf der Insel befinden sich mehrere Flughäfen. Der größte unter ihnen ist der im Südwesten der Insel gelegene internationale Flughafen John F. Kennedy (JFK) in Queens. Ebenfalls in Queens, allerdings im Nordwesten der Insel, befindet sich mit LaGuardia Airport (LGA) der zweite. Weitere kleinere, hauptsächlich für Inlandsflüge verwendete Flughäfen (z. B. der Flughafen MacArthur (ISP) in Islip) sind gleichmäßig über die ganze Insel verteilt.
Das Straßennetz ist besonders im Westen, in den New Yorker Stadtteilen Queens und Brooklyn,  sehr engmaschig. Als eine Hauptverkehrsader zieht sich der Long Island Expressway (L.I.E./Interstate 495) von New York City im Westen bis nach Riverhead im Osten mitten über die Insel.
Bis zur Fertigstellung der Brooklyn Bridge 1883 war die Insel lediglich über den Wasserweg erreichbar. Gegenwärtig bestehen zehn Straßenverbindungen von und nach Long Island: die Verrazzano-Narrows Bridge nach Staten Island; Brooklyn-Battery Tunnel, Brooklyn Bridge, Manhattan Bridge, Williamsburg Bridge, Queens-Midtown Tunnel und Queensboro Bridge nach Manhattan; die Robert F. Kennedy Memorial Bridge entweder nach Manhattan oder in die Bronx über Wards Island; und die Bronx-Whitestone Bridge sowie die Throgs Neck Bridge in die Bronx.
Alle diese Straßenverbindungen liegen innerhalb der Stadtgrenzen von New York City im äußersten Westen von Long Island. Ideen für eine Verbindung mittels einer Brücke über den oder durch einen Tunnel unter dem Long Island Sound zur Verbesserung der Anbindung nach Neuengland wurden in der Vergangenheit immer wieder erörtert, konkrete Pläne werden zurzeit allerdings nicht verfolgt.
Von Hafenstädten verkehren Autofähren zum benachbarten Festland. Beliebt bei den Bewohnern ist ein Ausflug mit der Autofähre von Port Jefferson nach Bridgeport in Connecticut.
Neben den Straßenverbindungen existieren aktuell elf U-Bahn- und Eisenbahntunnels in den New Yorker Stadtteilen Brooklyn und Queens.
Die Long Island Rail Road betreibt Schienenverkehr auf zwei Haupt- und neun Nebenstrecken mit 1100 km (700 Meilen) Gleislänge. Hauptsächlich von Pendlern aus und nach New York City genutzt, ist dieses Netz das meistgenutzte Personennahverkehrsnetz Nordamerikas. Die zu New York City gehörenden Countys Kings (Brooklyn) und Queens verfügen zudem über ein dichtes U-Bahn-Netz der New York Subway.

## Reservate
Im Suffolk County befinden sich zwei Indianerreservate, die Poospatuck Reservation und die Shinnecock Reservation.

## Nachbarinseln
Mehrere kleinere Inseln liegen zwar geografisch getrennt, aber in der Nähe von Long Island und werden oft mit ihr zusammen bezeichnet. Bekannte Nachbarinseln:
- Plum Island (New York). Der Zugang zur Insel ist streng eingeschränkt, da ein bekanntes biologisches Hochsicherheitsforschungszentrums für Tierseuchen und -krankheiten sich darauf befindet.
- Fishers Island (New York)
- Gardiners Island
- Jones Beach Island
- Shelter Island

## Ruhestätte
Auf Long Island befindet sich der flächenmäßig drittgrößte Friedhof der Welt. Der Calverton National Cemetery ist 1045 Acre groß, das entspricht 4,23 km². Zum Vergleich: der Friedhof Hamburg-Ohlsdorf ist 3,91 km² groß, der Wiener Zentralfriedhof 2,5 km².

## Bekannte Einwohner

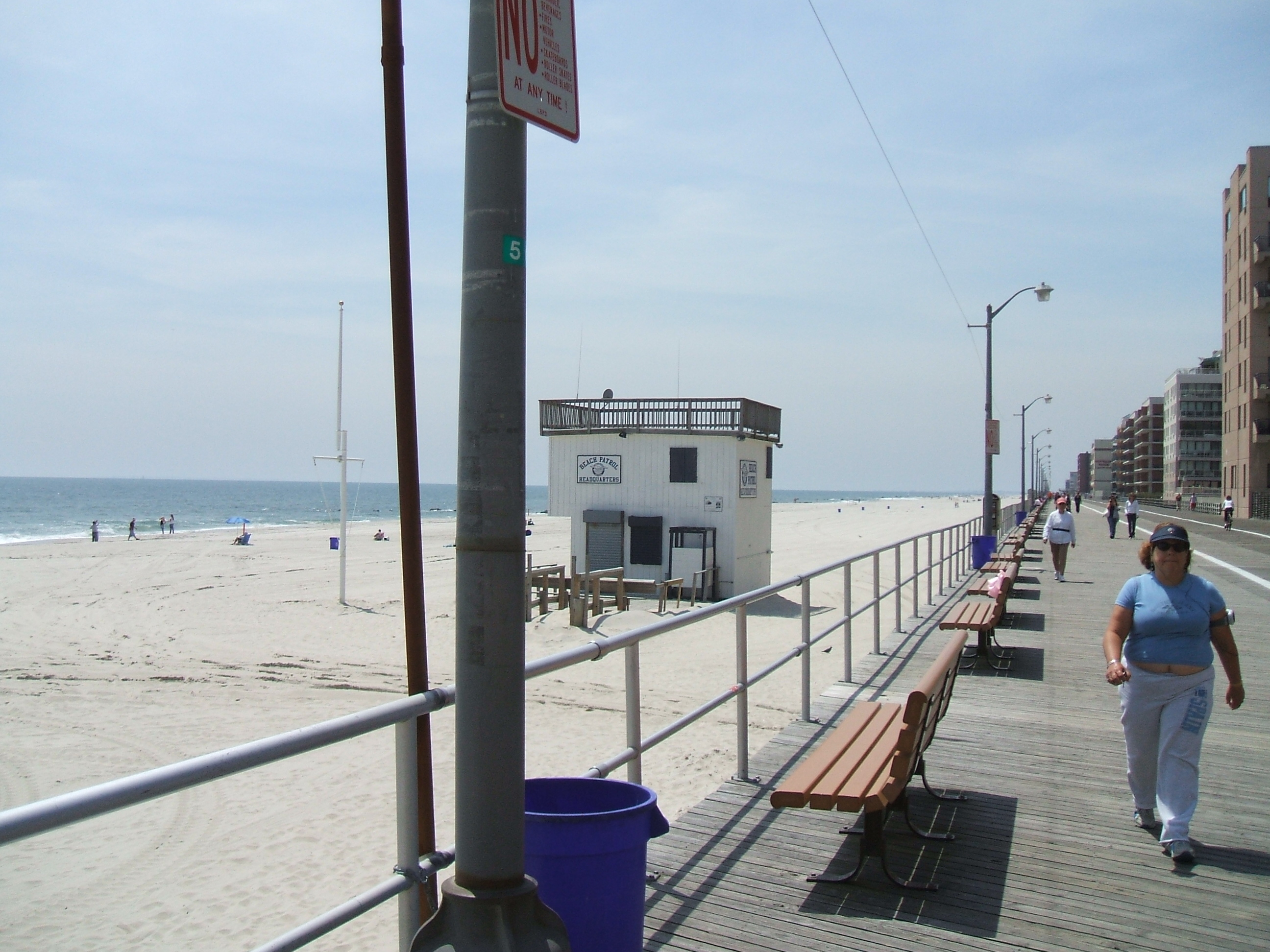
Long Beach, Long Island

### Künstler

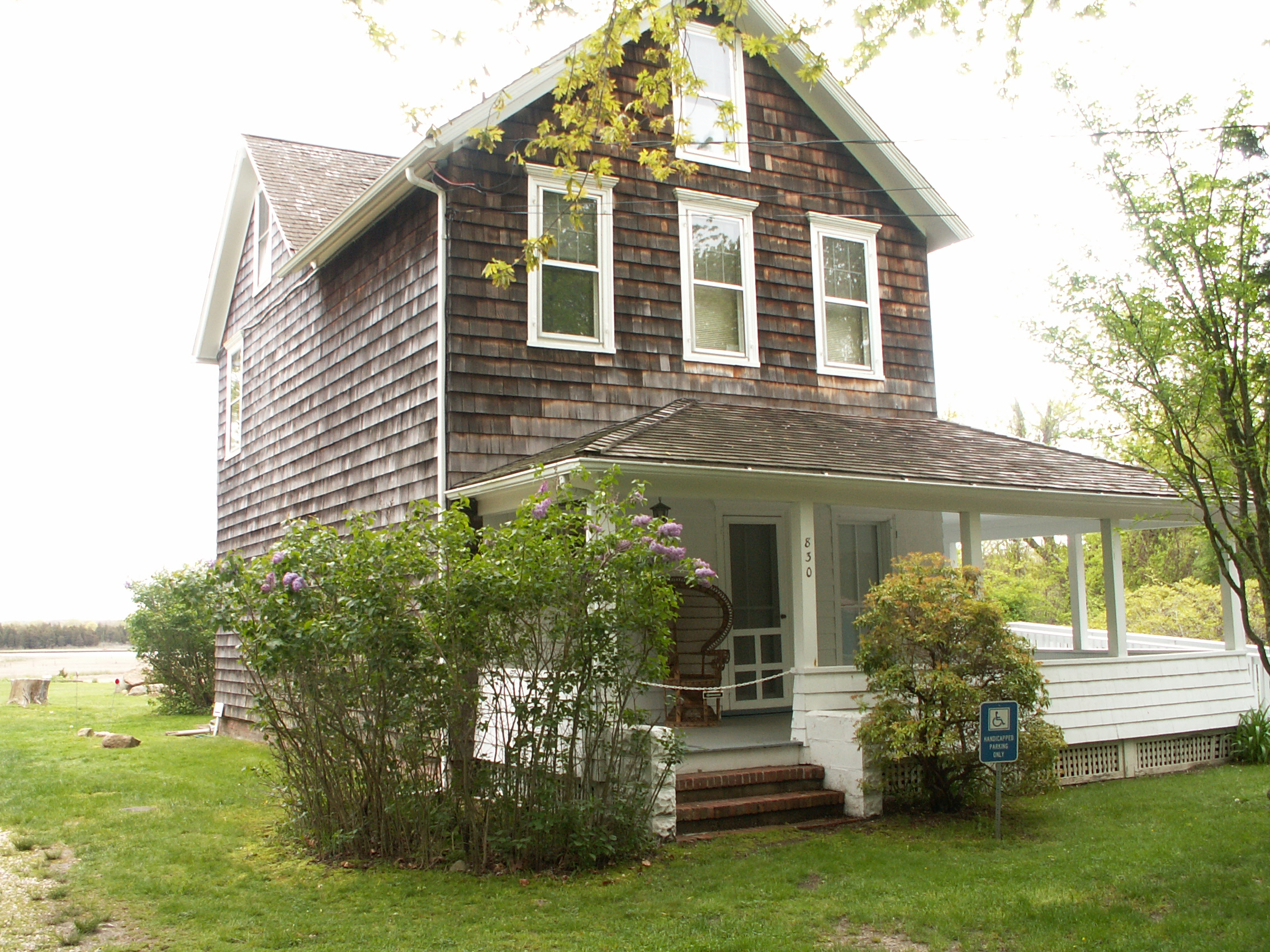
Das Pollock-Krasner House and Studio in Springs, East Hampton, gehört heute zu den National Historic Landmarks der USA

Long Island war und ist auch Wohnsitz vieler Künstler. Der Schriftsteller F. Scott Fitzgerald lebte ab 1922 auf Long Island; hier siedelte er auch die Titelfigur seines Romans The Great Gatsby an.
Der Schriftsteller, Drehbuchautor und Regisseur Michael Crichton wuchs in Roslyn auf. John Steinbeck verbrachte seine letzten Lebensjahre in Sag Harbor.
Der Maler Jackson Pollock zog im Jahre 1945 mit seiner Frau Lee Krasner, ebenfalls Malerin, von New York nach Springs, einem Ortsteil von East Hampton, das zu dieser Zeit eine beliebte Künstlerkolonie war. Dort schuf er in seinem Atelier, das heute besichtigt werden kann, die berühmten Drip Paintings.
Im East Hamptoner Ortsteil Amagansett erwarben Ruth und Costantino Nivola im Jahre 1949 ein Stück Land samt baufälligem Holzhaus. Neben dessen Renovierung errichtete Costantino Nivola mit dem österreichischen Architekten Bernard Rudofsky einen experimentellen Wohngarten, der heute ebenso noch existiert wie die einzigen Wandbilder, die Le Corbusier in den USA im Haus der Nivolas verwirklichte. In der Nachbarschaft verbrachte auch das mit den Nivolas befreundete Ehepaar Stefi und Frederick Kiesler regelmäßig die Sommermonate.
Im Jahre 1947 erwarb der Fotograf Horst P. Horst in Oyster Bay Cove ein Stück Land, das einst zu dem Anwesen des Malers und Glaskünstlers Louis Comfort Tiffany gehört hatte, baute sich dort ein Haus und legte einen Landschaftsgarten an.
Ab Ende der 1950er-Jahre zog sich  der Maler Willem de Kooning nach Springs zurück. 1959 erwarb er dort ein Landhaus, das er zu einem weitläufigen Wohnatelier umbaute und 1963 bezog.
In den 1960er Jahren teilten sich der Schriftsteller Philip Roth und der Zeichner Tomi Ungerer ein Ferienhaus auf Long Island.
Im Jahre 1970 übersiedelte der Maler Roy Lichtenstein nach Southampton und richtete sich dort ein Atelier ein.
Der Schweizer Schriftsteller Max Frisch verlebte im Mai 1974 ein Wochenende in Montauk an der Ostspitze von Long Island mit einer jungen Bekannten und beschrieb dies in seiner gleichnamigen autobiographischen Erzählung.
Ritchie Blackmore, der ehemalige Gitarrist von Deep Purple, lebt mit seiner hier geborenen Lebensgefährtin Candice Night ebenfalls auf Long Island. Der Musiker Billy Joel wuchs in Levittown, einem Ortsteil von Hicksville, auf und lebt heute noch auf der Insel. Sein erstes Album ist nach Cold Spring Harbor, einer kleinen Gemeinde an der Nordküste von Long Island, benannt.
Ebenfalls lebt John Petrucci, der Gitarrist der US-amerikanischen Progressive-Metal-Band Dream Theater, mit seiner Frau Rena Petrucci und seinen drei Kindern auf Long Island. Er wurde auch hier geboren.
Der Schriftsteller und Journalist J. R. Moehringer verbrachte seine Kindheit in Manhasset, wo auch sein autobiographischer Roman Tender Bar spielt. Die Literaturkritikerin und Wissenschaftsjournalistin Merle Rubin wuchs in Plainview auf, einer Gemeinde im Nassau County.

### Wohlhabende
Die Nordküste der Insel von Sands Point und Glen Cove über Oyster Bay nach Huntington Bay gilt seit den 1910er Jahren als Gold Coast, da sich hier besonders viele New Yorker Millionäre große Landsitze bauen ließen. Unter anderem befindet sich in Huntington das zweitgrößte Privathaus Amerikas, das 1919 bis 1921 von Otto Hermann Kahn erbaute Oheka Castle mit 125 Zimmern.  Der Architekt Stanford White war Ende des 19. Jahrhunderts ein bevorzugter Baumeister für diese Art von Landsitzen der New Yorker Oberschicht. Gut erhaltene Baudenkmäler dieser Zeit sind darüber hinaus Winfield Hall und Hempstead House. Ebenfalls berühmt ist das Château des Thons in Upper Brookville, das 1928 von Ashbel H. Barney aus Frankreich importiert wurde.
Diesem Teil von Long Island setzte der Schriftsteller F. Scott Fitzgerald ein literarisches Denkmal in seinem Roman Der große Gatsby, dessen fiktiver Palast in West Egg durch das Schloss Beacon Towers der Familie Vanderbilt in Sands Point inspiriert war.
Auch die Hamptons an der Ostspitze Long Islands sind seit vielen Jahrzehnten ein Mekka der Superreichen und dienen vor allem wohlhabenden US-Amerikanern als Wochenend- bzw. Sommerresidenz. Zahlreiche Milliardäre sowie Persönlichkeiten aus Industrie, Finanzwirtschaft, Film und Fernsehen haben hier ihre Domizile. Zu den bekanntesten Besitzern einer Immobilie gehören u. a. Mariah Carey, Steven Spielberg, Tiger Woods und Jennifer Lopez. Die Immobilienpreise der Hamptons gehören zu den höchsten weltweit.